# تاغزوت (قصر السوق)
تاغزوت هو دُوَّار يقع بجماعة الخنك، إقليم الرشيدية، جهة درعة تافيلالت في المملكة المغربية. ينتمي الدوّار لمشيخة قصر السوق التي تضم 13 دوار. يقدر عدد سكانه بـ 540 نسمة حسب الإحصاء الرسمي للسكان والسكنى لسنة 2004.

## روابط خارجية
- البوابة الوطنية للجماعات الترابية نسخة محفوظة 12 مارس 2018 على موقع واي باك مشين.
- المندوبية السامية للتخطيط